# 目黒区美術館
目黒区美術館（めぐろくびじゅつかん）は、東京都目黒区にある美術館。1987年に開館した小規模な美術館で、主に日本の近代から現代にかけての作家の作品を収集・展示するほか、ユニークな企画展で知られ、早くから教育普及事業に力を入れワークショップ活動を展開してきた。
2023年現在、隣接する目黒区民センターの建て替えにともない、2028年度に取り壊され、大幅に機能・規模を縮小した上で同センターに統合される計画が進行中で、計画の妥当性や透明性について住民から疑問が呈されている。

## 主な収蔵作品
- 草間弥生 「鏡の部屋－愛は永遠に」
- 藤田嗣治 「赤毛の女」「メキシコの少年」
- 田中保 「金髪の裸婦」
- 高野三三男 「ヴァイオリンのある静物（コンポジション）」